# Ethiopica glauchroa
Ethiopica glauchroa är en fjärilsart som beskrevs av Fletcher 1961. Ethiopica glauchroa ingår i släktet Ethiopica och familjen nattflyn. Inga underarter finns listade i Catalogue of Life.